# 小行星5657
小行星5657（英語：5657 Groombridge）是一颗围绕太阳公转的小行星。1936年8月28日，卡尔·威廉·雷睦斯在海德堡发现了此天体。
这颗小行星的绝对星等为203.8880475687223等。